# Vattenorgel

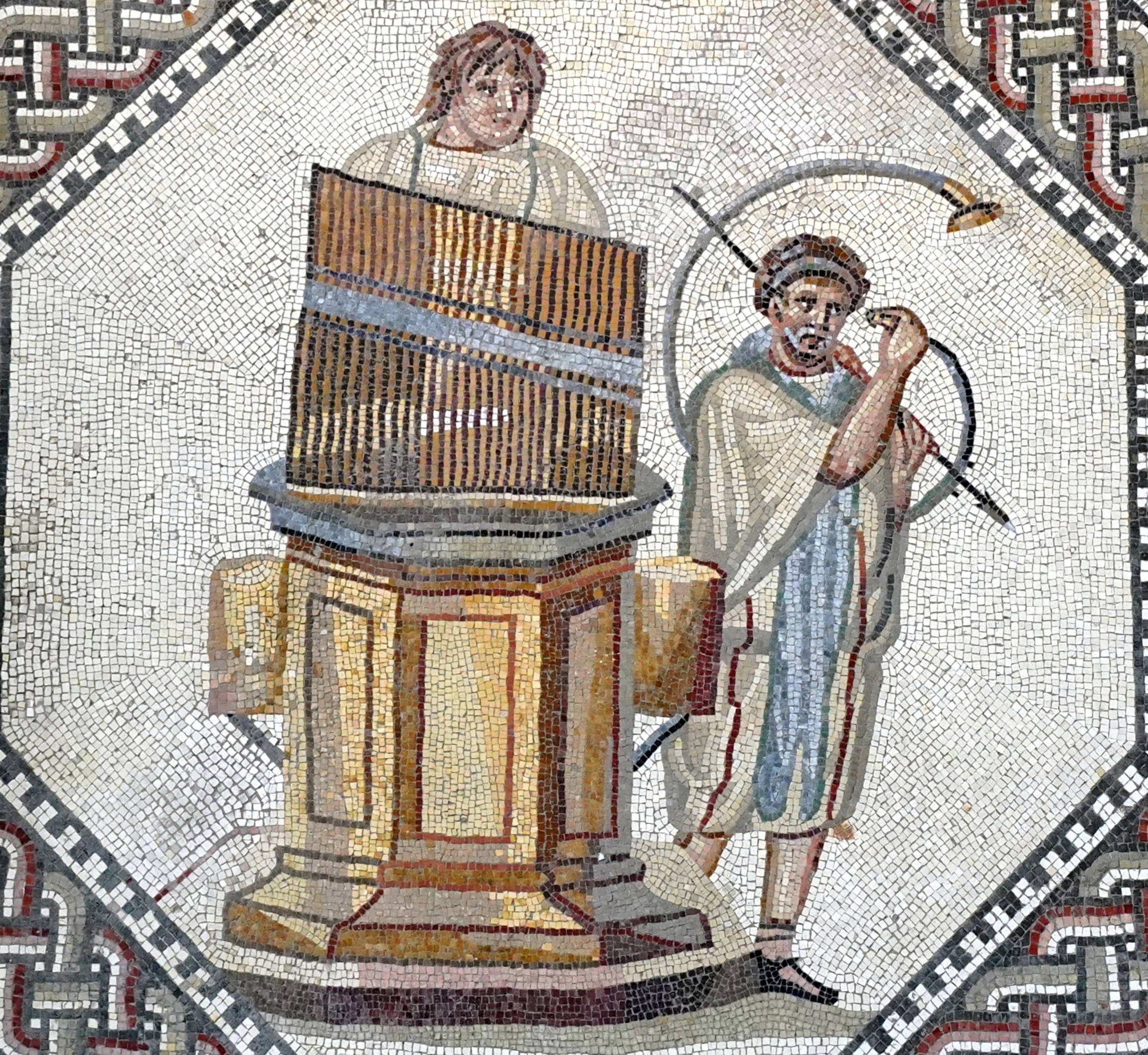
Orgelspelare och hornspelare. Romersk mosaik (230-240) e.Kr. från Nennig nära Trier.

En vattenorgel, även kallad hydraulis från grekiskans hýdor = vatten och aulós = pipa, är en piporgel som uppfanns i Alexandria på 200-talet f.v.t. Den kan liknas vid en stor panflöjt där man använder vatten och kommunicerande kärl för att reglera lufttrycket till piporna. Orgelspelaren spelade på orgeln genom mekanismer som stängde eller öppnade de olika piporna. Instrumentets princip var alltså den samma som i senare tiders orglar, även om lufttrycket åstadkoms på ett annat sätt.

## Antikens hydraulis
Hydraulis kan ha varit världshistoriens första klaverinstrument. Instrumentet uppfanns troligen av Ktesebios i Alexandria på 200-talet f.Kr. Det finns ett fyrtiotal antika avbildningar bevarade – mosaik, på vaser och mynt och cirka femtio beskrivningar i text. Från Karthago finns bevarade små modeller i keramik av hydraulis, avsedda att användas som lampor. Filon från Byzantion, samtida med Ktesibios, nämner honom som upphovsman, men de viktigaste antika texterna om Ktesebios hydraulis skrevs av Vitruvius (verksam under decennierna f.Kr.) och Heron från Alexandria (ca 10-70 e.Kr.), alltså mer än 200 år efter uppfinningens tillkomst.

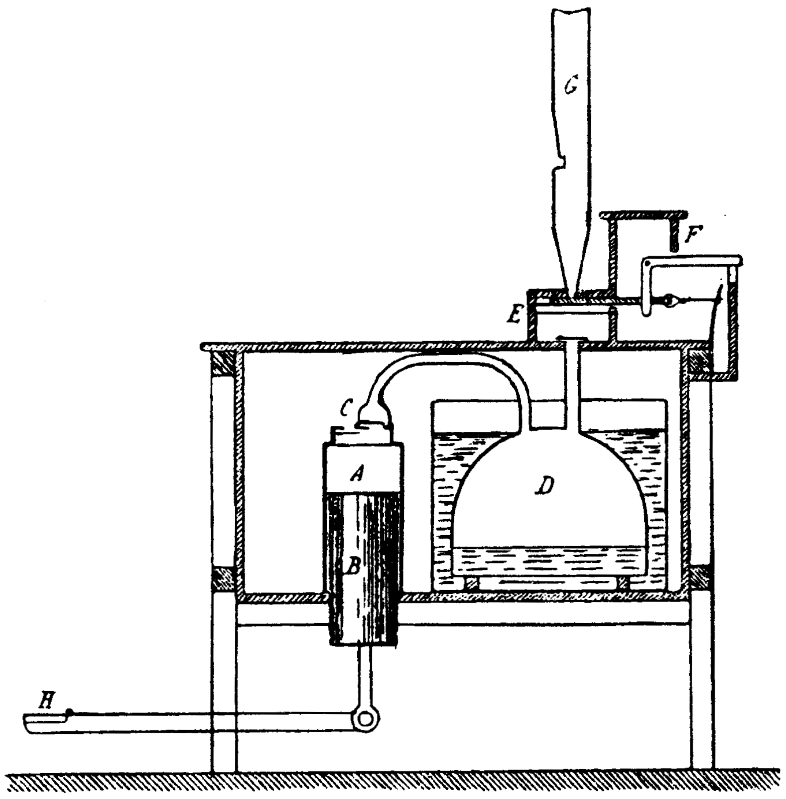
Ktesebios vattenorgel.

Ktesebios hydraulis innebar två avancerade nya konstruktioner: 
1. En mekanism som med hjälp av vattentryck försåg en luftlåda med konstant och jämnt luftflöde.
2. Klaviatur som öppnade eller slöt lufttillförseln till orgelpiporna.[4]

Den tyske teknikhistorikern Albert Neuburger ger i sin bok Die Technik des Altertums följande beskrivning (se bild):
- Genom att trycka ner spaken H pressas kolven B uppåt i cylindern A.
- Den luft som finns i cylindern pressas därmed ut genom ventilen C och in i det från början vattenfyllda halvklotet D.
- Luften i D pressar ner vattnet i halvklotet och ut i den omgivande behållaren.
- När man släpper trycket på H, sjunker kolven ner av sin egen tyngd och suger in ny luft genom ventilen. Proceduren kan sedan upprepas.
- Vattnets tryck pressar luften i D uppåt mot en luftlåda.
- Om tangenten F öppnar ventilen E kan luften strömma vidare genom orgelpipan G.[6]

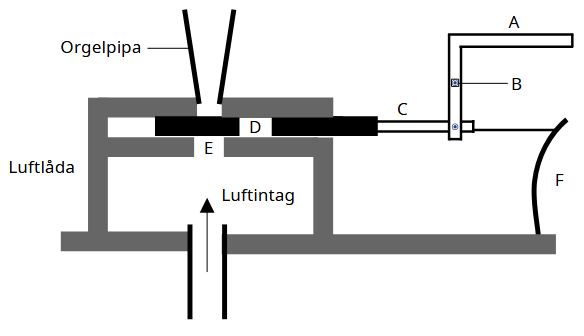
Tangentmekanism för Ktesebios vattenorgel.

Tangenterna kunde vara gjorda av trä eller metall.
- När tangent A trycks ner roterar den kring punkt B.
- Stången C flyttas då till ett läge där hålet D hamnar över hålet E i luftlådan så att luft kan nå orgelpipan.
- När organisten släpper tangenten, drar fjädern F tillbaka stången till ursprungsläget.[4][6]

Vattenorgeln kunde vara upp till 185 hög. Nederst fanns ofta en åttkantig bas, ca 30 cm hög och 90 cm i diameter. På den stod ett dekorerat träskåp som inrymde en vattenbehållare, upp till 90 cm hög, av mässing eller brons. Utanför skåpet hängde en eller två cylindriska luftpumpar. Ovanpå fanns luftlådan och bakom den klaviatur. Överst fanns orgelpiporna av brons, upp till 18 stycken i en rad. Det fanns i regel flera rader med pipor.
Organisten stod bakom instrumentet och hade medhjälpare som skötte luftpumparna. Enligt en tradition var Ktesebios hustru Thais den första organisten.
Det fanns olika typer, både små bärbara och stora platsbyggda varianter som kunde användas vid gladiatorspel och andra evenemang. Musiken som spelades kunde ljuda svagt eller vara högt och genomträngande. Kejsar Nero sägs ha tyckt mycket om instrumentet.
De många bevarade referenserna ger vid handen att vattenorgeln var ett ganska vanligt instrument i den grekisk-romerska världen. På 100-talet började den hydrauliska mekanismen att ersättas av bälgar. Dessa orglar vägde mindre och var enklare att reparera, men nackdelen var till en början att lufttrycket inte kunde hållas konstant. På 400-talet hade man hittat ett sätt att stabilisera lufttrycket i bälgorgeln med hjälp av nedtyngda luftsäckar av läder. Ändå försvann orgeln, först från Västrom och efter 600-talet nämns den inte heller i Bysans.

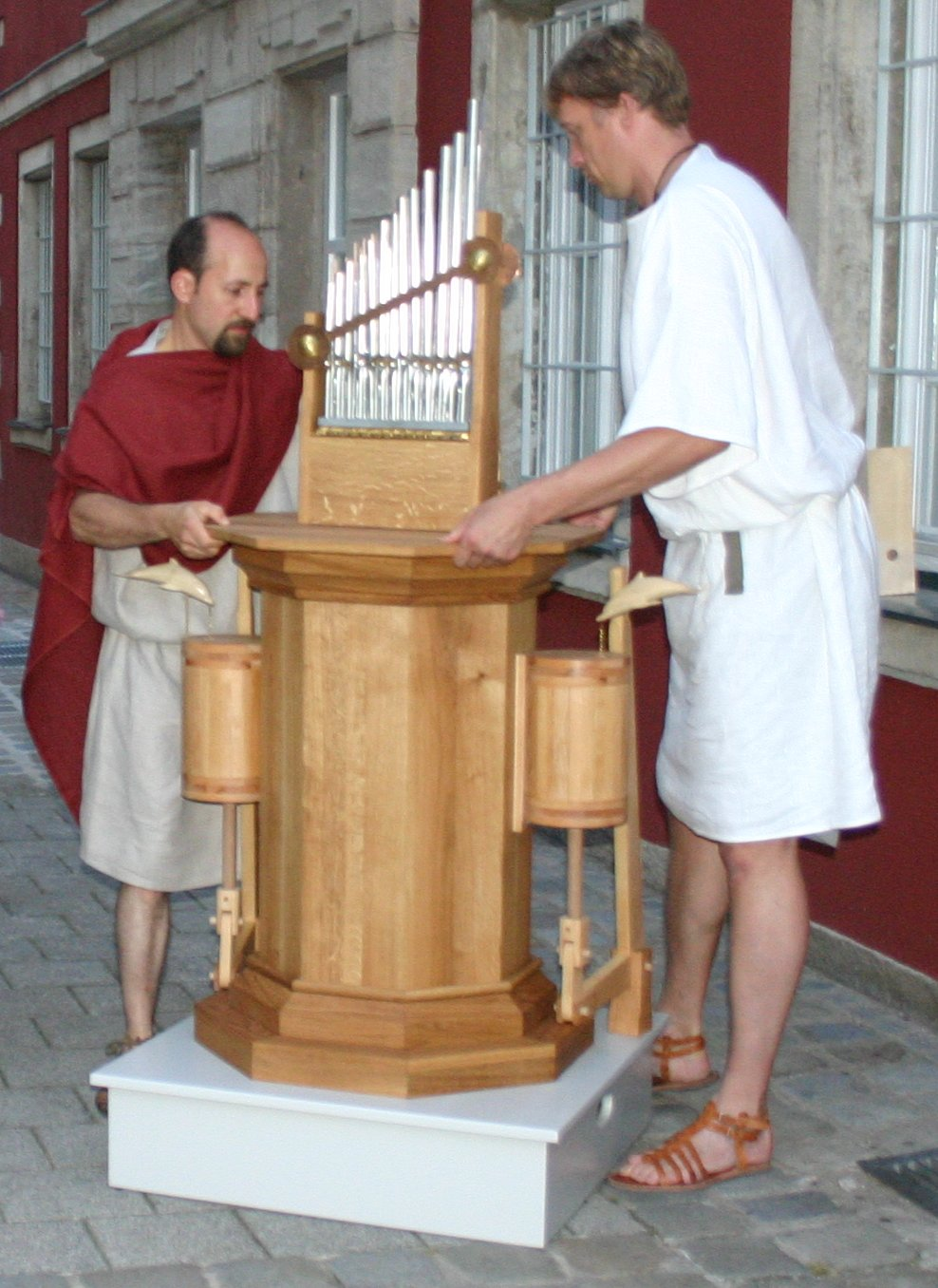
Modern replik av antik vattenorgel.

### Arkeologiska fynd
Den antika vattenorgeln var länge känd endast tack vare beskrivningar i text och bild, men på 1900-talet gjorde man flera viktiga arkeologiska fynd. Vid utgrävningar på 1930-talet Aquincum i Ungern fann man rester av en romersk vattenorgel från början av 200-talet e.Kr. Den var en meter bred och två meter hög. Orgeln hade fyra rader med pipor. I varje rad fanns 13 pipor vars längd varierade mellan 14 och 36 cm. Klaviaturen var gjord av brons. 
1992 fann man vid utgrävningar i Dion i Grekland en nästan fullständig hydraulis från första århundradet f.Kr. Tack vare dessa och andra fynd har man nu kunna göra repliker av det antika instrumentet.

### Frågor
Det finns fortfarande många obesvarade frågor, bland andra:
- Vilken sorts pipor hade hydraulis? Enbart labialpipor eller även tungpipor?
- Var instrumenten diatoniska eller kromatiska?
- Vilket tonomfång kunde de ha?
- Kunde man spela polyfoniskt, alltså trycka ner flera tangenter samtidigt?[4]

## Renässansens vattenorglar
En del författare behandlar antikens hydraulis och renässansens vattenorgel som varianter av samma instrument, medan andra anser att de bör betraktas som olika instrument.
Arabiska och bysantinska uppfinnare utvecklade på 800-talet en självspelande vattenorgel. Mot slutet av 1200-talet nådde sådana vattenorglar Italien och västra Europa. I renässansens Italien byggdes självspelande vattenorglar vid flera större villor. De var gjorda i stort format, mycket större än antikens hydraulis. Musiken kombinerades med dansande figurer mm. Allt samordnades av en cylinder som drevs av vattenkraft. 
Det finns tre skäl till att kalla också dessa för vattenorglar (se bild A och B nedan ):
1. Vattentryck ersatte manuella luftpumpar. Vatten rann i ett rör ner från en damm eller ett vattendrag över orgeln. Vattenflödet sög med sig luftbubblor. Trycket i bubblorna ökade ju längre ner de kom i röret.
2. Vattnet rann ut i en stor kammare där bubblorna frigjordes. Lufttrycket stabiliserades där av vattnet i botten och luften trycktes ut till orgelpipor, alltså ungefär som i en hydraulis.
3. Vattnet i kammaren fortsatte ut och drev ett vattenhjul som i sin tur drev en roterande cylinder. På cylindern fanns stift som reglerade vilka pipor som skulle ljuda.[8]

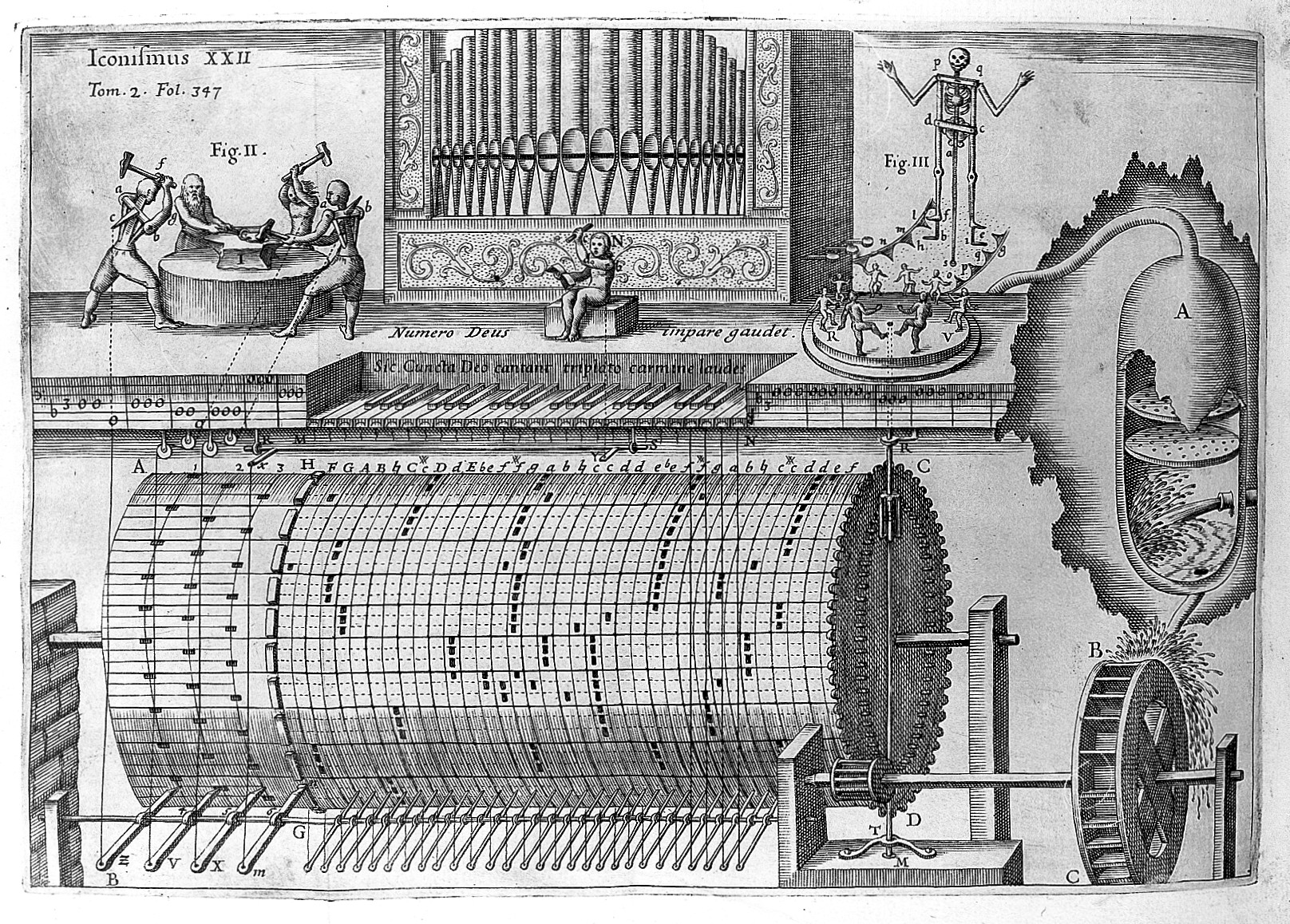
(A) Konstruktionsritning av automatisk vattenorgel, Athanasius Kircher (1602-1680).
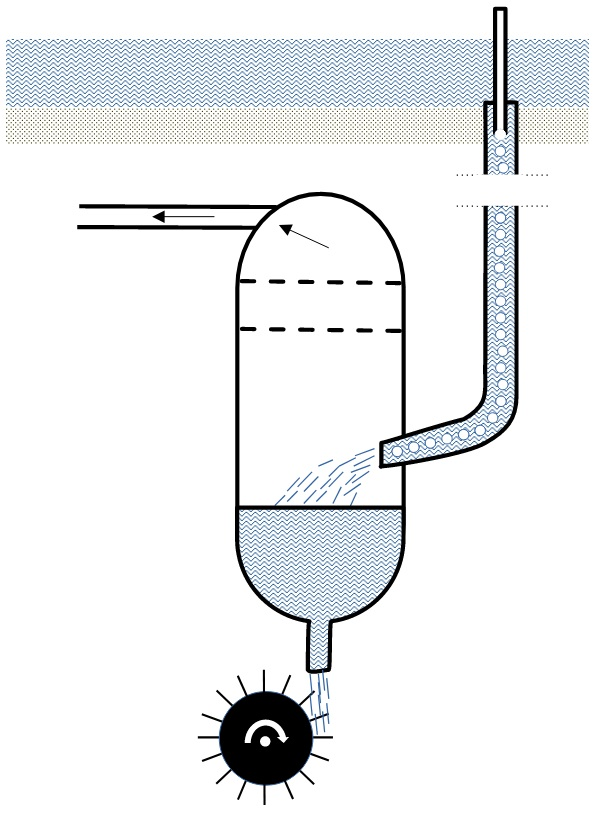
(B) Principskiss som visar hur luftbubblor sugs ner av vatten, hur luften förs vidare till orgelpiporna och hur vattnet driver ett vattenhjul. De streckade linjerna anger perforerade plattor som fångar upp vattenstänk.
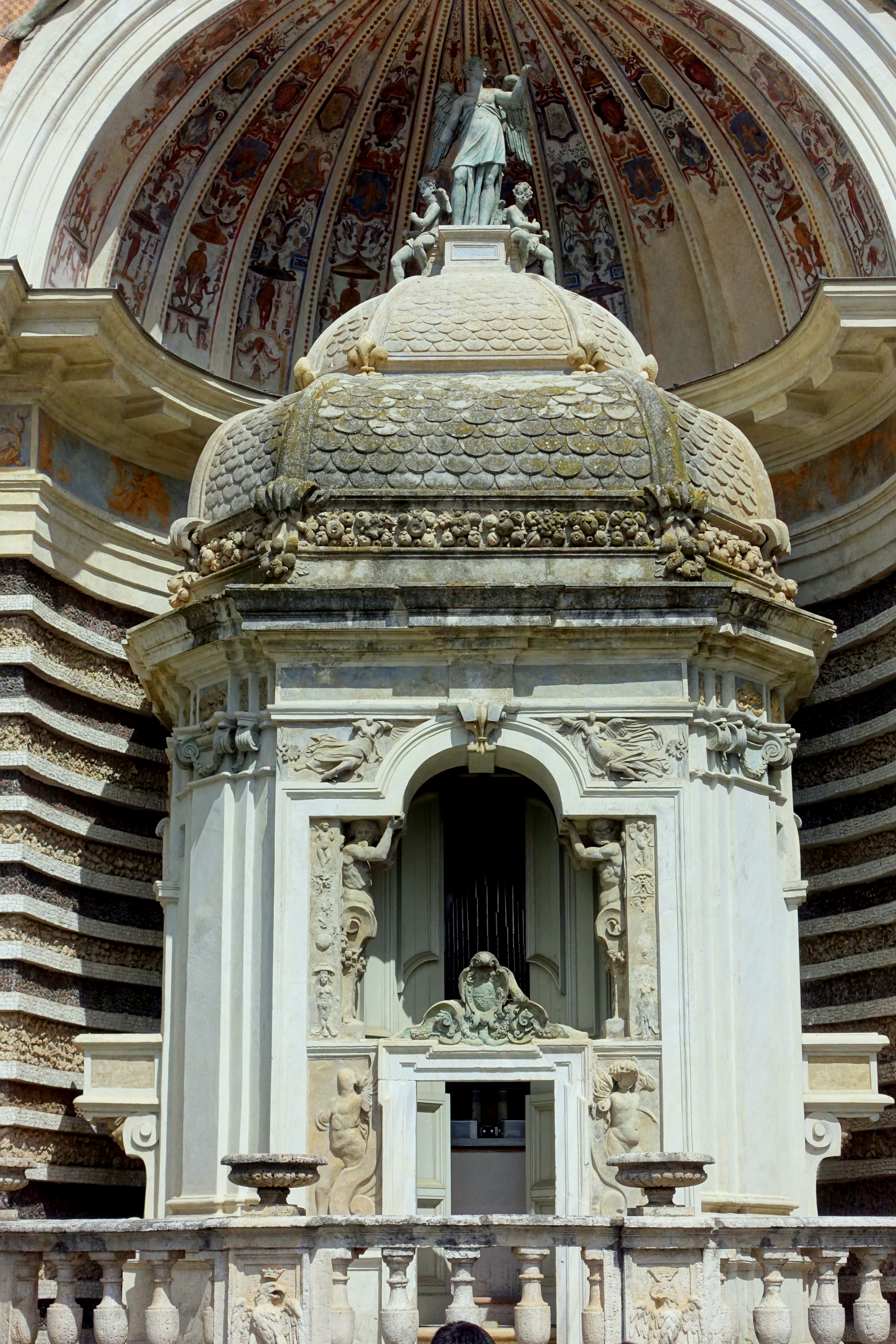
(C) Vattenorgeln vid Villa d’Este.
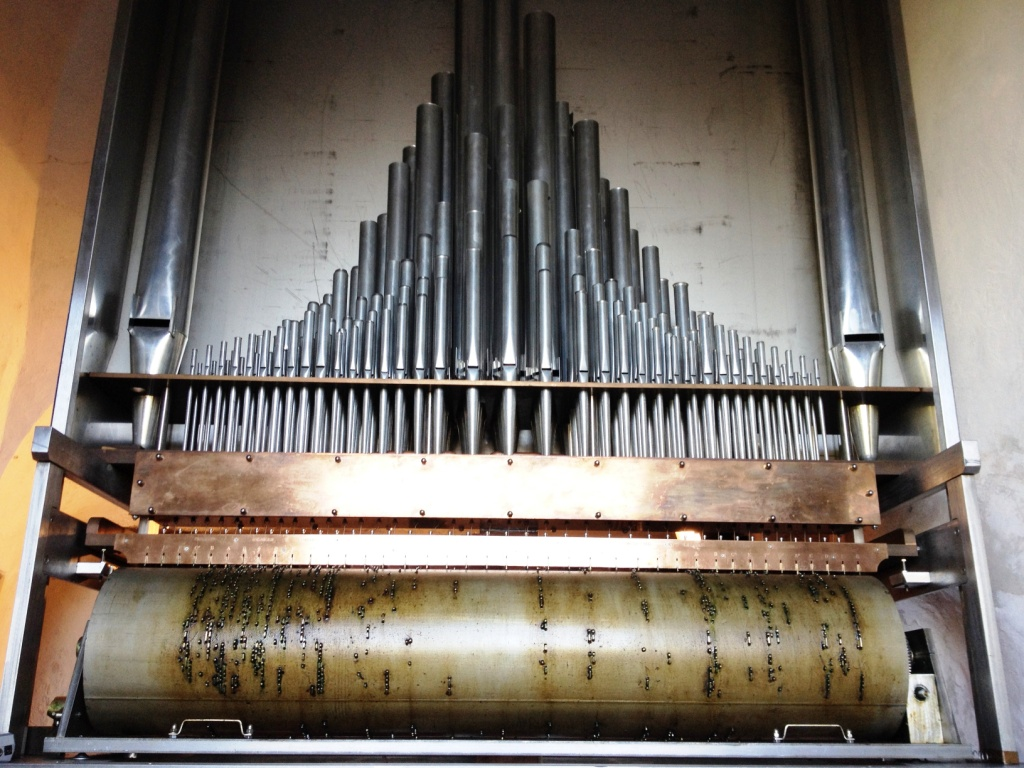
(D) Orgeln vid Villa d’Este.
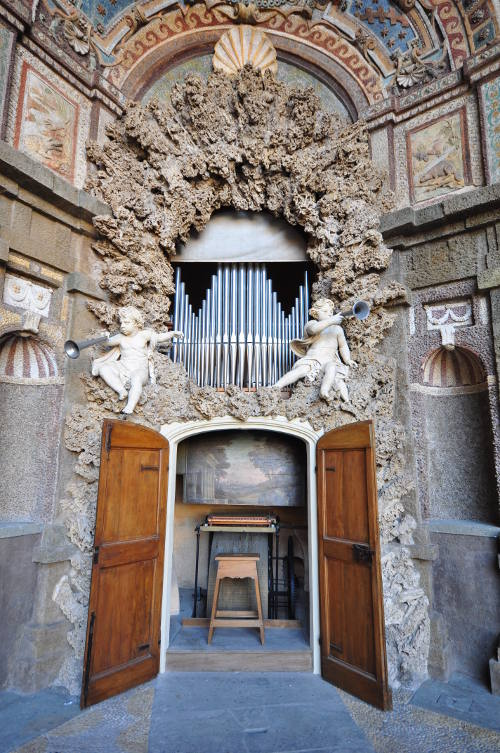
(E) Vattenorgeln vid Quirinalpalatset.

Vid Villa d’Este i Tivoli nära Rom skapades med början 1550 en dittills oöverträffad anläggning av vattenkonst. Vattnet, mer än tusen liter i sekunden, kom från en kilometerlång tunnel från floden Aniene. Tunneln försåg hundratals olika fontäner, vattenkonstverk och en vattenorgel med vatten. Under de kommande 150 åren byggdes ytterligare sju vattenorglar i Italien. Idag är endast två bevarade, den vid Villa d’Este och en vid Quirinalpalatset i Rom. De är idag restaurerade och fullt fungerande.